# 안남 보호령
안남 보호령(프랑스어: Protectorat d'Annam, 베트남어: Xứ bảo hộ Trung Kỳ, 處保護中圻), 안남(安南), 또는 쭝끼(베트남어: 中圻)는 중부 베트남을 포괄하던 프랑스의 보호령이었다. 보호령이 수립되기 이전부터 안남은 서구권에서 베트남 전체를 가리키는 용어로 사용되었으며, 베트남인을 안남인이라고 불렀다. 1887년 안남 보호령은 남쪽의 코친차이나, 북쪽의 통킹과 함께 프랑스령 인도차이나의 일부가 되었다. 응우옌 왕조가 안남을 여전히 통상적으로 지배하고 있었고, 괴뢰 왕은 후에에서 거주하고 있었다. 1948년 보호령은 베트남 임시중앙정부에 병합되었고, 그 다음 해 새로 수립된 베트남국이 베트남 임시중앙정부를 대체했다. 안남은 1954년 제네바 회담에 따라 북베트남과 남베트남이 분할했다.

## 명칭
안남은 한월어로 평안한 남쪽을 의미하며, 중국 안남도호부에서 유래한 단어이다. 베트남의 역사에서 이러한 지역 명칭은 중국이 오늘날 하노이 지역 일대를 가리키는 핵심 지역이자 통킹만 일대의 산맥부터 홍강의 평야 지대를 포함하는 통킹 지방을 부를 때 자주 쓰던 표현 중 하나였다. 안남이라는 표현은 베트남과 라오스를 가르는 1,100km에 달하는 안남산맥에서도 사용되고 있다. 그리고 베트남어 또는 베트남의 표준어를 가리킬 때도 안남어라고 썼다.

## 수립
18세기 말 반란으로 인해 응우옌주가 무너졌지만, 응우옌가의 일원이었던 자롱이 1801년 프랑스군의 지원 하에 현대 베트남 지역 전체를 얻게 되었다. 이 군대는 다라의 주교였던 피에르 피뇨 드 베엔으로부터 간신히 얻어낸 것이었다. 피뇨는 안남을 인도차이나에서 프랑스의 영향력을 넓히고 인도에 있는 영국의 힘을 상쇄할 수 있는 정치적 수단으로 보았다. 1787년 자롱은 루이 16세와 조약을 체결하여 투렌과 풀로콘도르를 프랑스에 할양하는 조건으로 프랑스의 지원을 받기로 했다. 이 조약은 프랑스가 인도차이나에서 영향력을 넓히는 첫 발판이 되었다.
1858년부터 1862년까지 코친차이나 원정을 성공한 이후, 프랑스는 1883년부터 남아시아에서 영향력을 확장하기 시작했다. 1883년 첫 보호령 조약이 체결되었고, 이 조약은 다음 해인 1884년, 조건이 덜 가혹한 보호령 조약으로 대체되었다. 톈진 조약을 통해, 청나라는 안남과 통킹 지역의 프랑스 보호령을 인정했고, 베트남에 대한 종주권을 포기했다. 1887년 안남과 통킹은 프랑스령 인도차이나의 일부가 되었다. 1889년 5월 9일 두 지역은 프랑스령 인도차이나의 총독의 지배를 받는 "Résidences supérieures"로 나뉘었다. 응우옌 왕조가 여전히 안남과 통킹을 명목상으로 지배하고 있었다. 통킹은 사실상 프랑스의 직접통치를 받았지만, 응우옌 왕조는 안남에서 약간의 권한을 유지할 수 있었다. 1897년 9월 27일 안남에 있었던 베트남 황실 의회는 각료 회의로 바뀌었고, 각료들은 사실상 프랑스 대표가 주재했다.

## 경제
프랑스 지배 시기, 안남에서의 산업은 거의 없었다. 경제는 농업에 의존하고 있었다. 해안을 따라 난 작은 강들의 유역에서 쌀을 재배하며 이모작을 하거나, 어업, 염장업, 그리고 어장을 하는 것이었다. 브리태니커 백과사전 제11판에 따르면, '반증선'이라 불리는 명주실을 돌리고 짜는 작업도 있었다. 다른 작물에는 차, 담배, 면, 계피, 원목, 고무 등이 있었다. 커피, 후추, 사탕수수, 그리고 황마포도 소규모 범위에서 재배되었다. 주요 수출품에는 쌀, 원단, 면, 차, 사탕수수가 있었고, 수입품에는 쌀, 철강품, 밀가루, 와인, 아편, 면제품이 포함되었다. 다낭 인근 농손에는 석탄 광산이 있었고, 안남 지역의 산에는 금, 은, 납, 철과 기타 금속을 채굴했다. 1870년대부터 1940년대까지는 중국에 인신매매를 했다.

## 행정
안남 보호령은 이론상으로는 이전 베트남 왕국을 지배했던 왕조인 응우옌 왕조의 지배를 받았으며, 비밀 의회의 지원을 받았다. 이 의회는 황제가 임명하는 6개의 부처(국내부, 경제부, 전시부, 의식부, 사법부, 공공부)의 장관들로 구성되어 있었다. "상관 거주자"는 후에에 거주하며 프랑스를 대표했고, 안남 보호령의 실질적인 통칭자였다. 그는 안남에서 프랑스군 사령관들과 비밀 회의의 두 장관들과 함께 "보호자 회의"를 주재했는데, 이 기구는 안남의 예산을 편성하는 세금과 지역 공공 사업에 관한 문제를 조달했다. 원주민 총독('통독' 또는 '떤푸')은 원주민들의 도움을 받아 나라가 분할된 각 지방을 다스렸고, 하위 계급의 원주민 관리들이 이 지방들의 분할된 행정지역을 다스렸다. 총독들은 제국 정부로부터 명령을 받았으나 프랑스 거주민들의 감시 아래 있었다. 원주민 장교들은 의회의 임명을 받았지만, 상관 거주자가 임명을 취소할 수 있었다. 하급 관리들은 전 계급의 사람들로부터 경쟁 시험을 통해 모집했다. 다낭 지방에서는 프랑스 재판부가 단독으로 사법권을 행사했지만, 원주민과 관련된 토착법도 진행했다. 다낭 지역을 제외한 안남 보호령에서는 원주민의 사법권이 유지되었다.
1898년 1월 1일부터 프랑스는 안남 보호령에서의 세금 징수권과 응우옌 왕조 및 그 고위 관료들의 봉급 할당권을 직접 관할하게 되었다. 1898년 8월 이후, 안남 보호령은 응우옌 왕조와 프랑스가 분할해서 통치하지 않고, 프랑스 정부의 직접 통치를 받는 지역이 되었다.

## 같이 보기
- 프랑스령 인도차이나
- 응우옌 왕조
- 안남친사